# Vouapa limba
Vouapa limba là một loài thực vật có hoa trong họ Đậu. Loài này được (Scott-Elliot) Taub. miêu tả khoa học đầu tiên năm 1894.